# ギュンター＝エーベルハルト・ヴィスリツェニー
ギュンター＝エーベルハルト・ヴィスリツェニー（ドイツ語: Günther-Eberhardt Wisliceny、1912年9月5日 - 1985年8月25日）は、ドイツの軍人。最終階級は親衛隊中佐。

## 経歴
ヴィスリツェニーは1912年9月5日にプロイセン王国のエンゲルブルク（現ポーランド・ヴェンゴジェヴォ）に生まれた。国家社会主義ドイツ労働者党（党員番号1,187,703）と親衛隊（隊員番号41,043）に加入した彼は、1933年にSSシュタプスヴァッヘベルリンに選抜され、1938年に第4SS装甲擲弾兵連隊へ入隊した。
第二次世界大戦勃発後の1941年春にヴィスリツェニーは第11SS歩兵連隊第8中隊の中隊長となり、バルカン諸国で彼の連隊は運用された。同年12月6日に負傷し、一時戦線を退く。1942年3月に復帰した彼はSS装甲擲弾兵連隊「ドイッチュラント」第3大隊を引き継いだ。クルスクの戦いに参戦した彼の大隊は、ソ連との激戦区であるベルゴロドに配属された。他のドイツ部隊は壊滅的な打撃を被る中で、彼の大隊は戦闘で勝利を収めた数少ない部隊である。この功績により、1943年7月30日に騎士鉄十字章を受章した。1944年12月26日からは第3SS装甲擲弾兵連隊「ドイッチュラント」の司令官に就任し、西部戦線に配属された。
アイフェル、アルデンヌ、ハンガリーなどでの戦闘を経てオーストリアで終戦を迎えたヴィスリツェニーは、一度アメリカ軍に捕らわれた後フランス軍へ引き渡された。彼の部隊はチュールやオラドゥール＝シュル＝グラヌでの戦争犯罪を問われたが、1951年に彼は釈放されている。
彼の兄であるディーター・ヴィスリツェニーは戦後ホロコーストへの関与を問われて死刑に処された。

## 叙勲
- 戦傷章
  - 戦傷章金章
- 歩兵突撃章
  - 歩兵突撃章銀章
- 鉄十字章
  - 二級鉄十字章（1941年7月27日）
  - 一級鉄十字章（1941年11月1日）
- ドイツ十字章
  - ドイツ十字章金章（1943年4月24日）[1]
- 白兵戦章
  - 白兵戦章金章（1945年3月31日）[1]
- 騎士鉄十字章[1]
  - 騎士鉄十字章（1943年7月30日）[1]
  - 柏葉付騎士鉄十字章（1944年12月26日、687番）[1]